# Porandra
Porandra là một chi thực vật có hoa trong họ Commelinaceae.